# تان دان، بک گیانگ
تان دان، بک گیانگ (به لاتین: Tân Dân, Bắc Giang) یک منطقهٔ مسکونی در ویتنام است که در استان باک گیانگ واقع شده‌است.

## خصوصیات
تان دان ۰٫۴۹ کیلومترمربع مساحت و ۵٬۴۴۸ نفر جمعیت دارد.